# Gloire (1935)
Gloire – francuski lekki krążownik typu La Galissonnière z okresu II wojny światowej. 

## Historia
Budowa krążownika „Gloire” rozpoczęła się 13 listopada 1933 roku w stoczni Forges et Chantiers de la Gironde w Lormont. Wodowanie okrętu miało miejsce 28 września 1935 roku, wejście do służby 15 listopada 1937 roku. Wraz z wybuchem II wojny światowej okręt patrolował wody Atlantyku w odpowiedzi na zagrożenie, jakie dla żeglugi stwarzały duże niemieckie okręty nawodne. 
Po zakończeniu kampanii francuskiej, okręt powrócił do Tulonu 4 lipca 1940 roku. 9 września krążownik wraz z bliźniaczymi „Montcalm” i „Georges Leygues” został wysłany z Tulonu do Dakaru, po czym wyruszył w morze w celu przywrócenia władzy rządu Vichy w Gabonie. 19 września zespół został przechwycony przez alianckie ciężkie krążowniki, w wyniku czego „Georges Leygues” i „Montcalm” zawróciły do Dakaru. „Gloire” z powodu awarii napędu musiał udać się w towarzystwie australijskiego krążownika HMAS „Australia” do Casablanki. Po inwazji aliantów w północnej Afryce i zajęciu państwa Vichy przez Niemców w listopadzie 1942 roku okręt przeszedł na stronę Marynarki Wojennej Wolnych Francuzów. Od lutego do sierpnia 1943 roku przechodził remont i modernizację w filadelfijskiej stoczni, po czym powrócił do portu w Dakarze. W lutym 1944 roku wspierał lądowanie aliantów pod Anzio, wystrzeliwując 604 pociski ze swoich dział. W sierpniu 1944 roku, wspierając lądowanie aliantów w południowej Francji, wystrzelił 2000 pocisków.
Po wojnie operował głównie w rejonie Indochin. Został przeniesiony do rezerwy 1 lutego 1955 roku i złomowany w 1958 roku.